# 王正廷
王 正廷（おう せいてい）は、中華民国の政治家・外交官・法学者。字は儒堂。北京政府の外交総長、国民政府の外交部長をつとめるなど、民国期を代表する外交の重鎮である。なお、北京政府では、短期間ながら臨時国務総理となった。国際連盟の常設仲裁裁判所で仲裁人もつとめたことがある。

## 事績

### 留学時代
キリスト教牧師の家庭に生まれる。王正廷自身も幼くして洗礼を受け、10歳で上海の中英学校で英文を学んだ。1896年（光緒24年）、天津北洋西学堂に二等（予科）で入学し、後に頭等（本科）に昇進した。その後、中英書院や湖南長沙明徳学堂で英文科主任を担当している。
1905年（光緒31年）、中華キリスト教青年会総幹事の招請により、日本へ留学し、中華キリスト教青年教会分会の創設準備に携わった。同年、中国同盟会に加入している。1907年（光緒33年）、教会の支援によりアメリカに留学し、ミシガン大学を経てイェール大学で法律を学ぶ。1910年（宣統2年）の卒業後もしばらく同大学研究院にとどまり、国際公法を専攻した。

### 民国初期の活動
1911年（宣統3年）夏に帰国して間もなく、武昌起義が勃発し、王正廷は湖北省に向かった。湖北都督府で外交副司長に任じられ（後に司長に昇進）、外交事務を担当した。同年12月の南北和平交渉では、南方代表伍廷芳を参賛として補佐している。1912年（民国元年）1月、臨時参議院で浙江省代表として選出され、さらに副議長に選出された。
同年3月、袁世凱が臨時大総統となり、唐紹儀が内閣総理となると、王正廷は工商部次長に任じられた。しかし6月に唐紹儀が辞職に追いやられたため、王正廷はこれに反発して上海に退去した。王正廷は中華キリスト教青年会全国協会総幹事となった。また、張伯苓らとともに中華全国体育協進会を創設している。1913年（民国2年）、王正廷は国民党から参議院議員に当選し、副議長に選出された。3月に宋教仁が暗殺されると、王正廷は反袁活動に従事したが、二次革命（第二革命）敗北に伴い、南方へ逃れた。

### 北京政府での外交活動
袁世凱死後に孫文（孫中山）が護法運動を開始すると、王正廷もこれを支持した。1917年（民国6年）8月、広州非常国会副議長に任じられた。9月、護法軍政府が成立すると、外交次長（暫行署理外交総長）に任じられている。1919年（民国8年）のパリ講和会議では、王正廷は護法軍政府代表として、北京政府代表の陸徴祥・顧維鈞らとともに参加した。ヴェルサイユ条約で日本が山東半島におけるドイツの旧権益を引き継ぐことになると、代表の中でも王正廷は特にこれに反対の主張を唱えた。結局、五四運動など国内情勢もあって、代表団はヴェルサイユ条約への調印を拒否した。
帰国後、護法軍政府内の対立が発生したために、王正廷は下野に追い込まれた。1921年（民国10年）、中国大学校長に任命される。同年5月には、デン・ハーグの常設仲裁裁判所の仲裁人に任命された。1922年（民国11年）3月、王正廷は北京政府により、魯案督弁に任命され、山東半島の懸案に関する日本との交渉を担当した。11月、汪大燮内閣で署理外交総長に任じられた。さらに12月から翌年1月まで、短期間ながら王正廷が代理国務総理を務めた。同年3月より、王正廷は北京政府から中ソ交渉の事務を委ねられ、1924年（民国13年）3月まで、懸案の解決に尽力した。この努力は、後任の顧維鈞により、同年5月に中ソ協定が結ばれ国交が回復するということで結実している。その後も、北京政府では外交総長や財務総長などを歴任した。

### 国民政府での外交活動

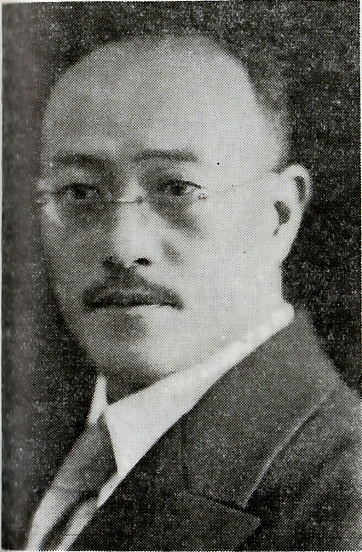
国民政府期の王正廷
Who's Who in China 4th ed. (1931)

1928年（民国17年）、王正廷は国民政府に転じ、国民政府外交委員会委員に任命された。6月、王正廷は外交部長兼国民党中央政治会議委員に任じられた。王正廷は済南事件の事後処理にあたり、日本との交渉をつとめた。交渉は難航を極めた上、一般国民からは日本への妥協と見られて反発も強かった。同年12月の南京でのデモでは、王正廷の南京の自宅が破壊されるという事件まで起きた。最終的には、1929年（民国18年）3月28日に、辛うじて協定が締結されている。
王正廷は外交部長にあった間に、帝国主義各国に対する条約改定運動を展開し、関税条件の改正や領事裁判権の撤廃などを求めた。これらの完全なる実現は、後任の外交部長たちに委ねられることになる。しかし王正廷自身も、関税条件の改正については一定の成果をあげた。1931年（民国20年）9月18日の満州事変勃発後、王正廷は日本との交渉にあたった。しかし、蔣介石の「安内攘外」路線もあって、強硬な姿勢に出ることはできなかった。同月28日、王正廷は満州事変に怒る南京・上海の学生デモ隊から殴打を受けて負傷してしまい、まもなく外交部長を辞任した。同年12月、中国国民党第4期中央執行委員に選出される（5・6期でも選出）。その後、1936年（民国25年）8月から1938年（民国27年）9月まで、駐米大使をつとめた。

### 晩年
その後政界から引退し、日中戦争終結後に、中国紅十字会会長、全国体育協進会理事長、交通銀行董事、フィリピン交通銀行董事長、太平洋保険公司董事長などをつとめている。晩年は、香港に移住した。1961年5月21日、香港で死去。満78歳没。

## 著書
- 『近二十年来の支那外交』（和訳：天彭生（今関天彭）訳、今関研究室、1928年）
- 『近代支那外交史論』（和訳：竹内克己訳、中日文化協会、1929年）
- Looking back and looking forward （日本発行版：『王正廷回顧録』服部龍二編、中央大学出版部、2008年　ISBN 978-4805741436）